# Dineina
La dineina è una proteina motrice funzionalmente e strutturalmente collegata alla miosina e alla chinesina. Come tutti i motori proteici è in grado di accoppiare l'idrolisi dell'ATP con la generazione di energia meccanica di movimento. 
Le dineine vengono suddivise in due classi funzionali: le dineine citosoliche, che sono coinvolte nel trasporto di vescicole, organuli e cromosomi, e le dineine dell'assonema, che entrano in gioco nel movimento di ciglia e flagelli. 
A differenza della chinesina, il movimento della dineina avviene verso l'estremità (-) del microtubulo, mediando così il trasporto retrogrado.
La dineina è fondamentale per l'induzione della lateralizzazione: se il gene e la rispettiva proteina sono funzionanti, l'organismo sarà destro (situs solitus). Altrimenti si ha situs inversus, cioè inversione delle normali direzioni degli organi (fegato a destra, cuore a sinistra, ecc.), che può essere globale (situs viscerum inversus) o parziale (situs ambiguus).